# رابرت رندلس
رابرت رندلس (۱۲ فوریه ۱۸۸۸–۹ اکتبر ۱۹۱۶) بازیکن فوتبال حرفه ای انگلیسی بود که در لیگ فوتبال چسترفیلد شهر بازی کرد.
از باشگاه‌هایی که در آن بازی کرده‌است می‌توان به باشگاه فوتبال ترانمره راورز اشاره کرد.